# Marko Mihevc
Marko Mihevc, slovenski skladatelj in pedagog, * 30. april 1957, Ljubljana.

## Življenjepis
Na Akademiji za glasbo v Ljubljani je leta 1980 v razredu skladatelja Alojza Srebotnjaka končal študij kompozicije, leta 1986 pa študij dirigiranja v razredu prof. Antona Nanuta. Ponovno pa je diplomiral in se še naknadno izpopolnjeval na dunajski Visoki šoli za glasbo. Mihevc spada med plodovitejše slovenske skladatelje srednje generacije. Komponira za vsakovrstne glasbeno-instrumentalne zasedbe s poudarkom na orkestralni glasbi. Deluje kot profesor kompozicije na Akademiji za glasbo v Ljubljani.

## Družina
Njegov oče je slovenski arhitekt in prvoborec Edvard Mihevc.